# Paradoja de Pinocho

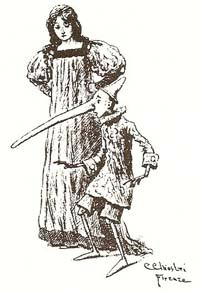
A Pinocho le crece la nariz cuando miente, ¿qué le pasará cuando diga «mi nariz crecerá ahora»?

La paradoja de Pinocho es una versión de la paradoja del mentiroso formulada en 2001 por la australiana Veronique Eldridge-Smith a los 11 años de edad motivada por su padre Peter Eldridge-Smith, que en ese entonces se especializaba en filosofía de la lógica y quien la publicó en un artículo de la revista académica de filosofía Analysis. La paradoja involucra al famoso personaje protágonico de la novela titulada Las aventuras de Pinocho, a quien la nariz le crece cada vez que miente, y cuando dice la verdad, no sufre ningún cambio en caso de que la tuviese de tamaño normal o le vuelve gradualmente a su estado original si la tenía agrandada. Consiste en preguntarse qué pasaría si Pinocho dijera la oración «me va a crecer la nariz ahora», lo cual solo puede dar lugar a dos hipótesis o consecuencias lógicas igualmente válidas:
- Si lo que dijo es verdad, entonces su nariz no crecerá, pero el problema es que sí debería crecerle ya que, como se mencionó al inicio, habría mentido y su nariz le crece cuando hace una afirmación falsa.
- Si lo que dijo es mentira, entonces su nariz crecerá, pero el problema es que no debería crecerle ya que, como se dijo al principio, habría dicho la verdad y su nariz no le crece cuando afirma algo verdadero.

En ambos casos, hay una contradicción entre las premisas que afirman lo que le pasa a la nariz de Pinocho cuando miente o dice la verdad y las dos únicas conclusiones a las que se puede llegar de acuerdo al principio del tercero excluido cuando dice la frase «me va a crecer la nariz ahora», por lo que se está ante una paradoja.

## Soluciones
Una posible solución a la paradoja de Pinocho se basa en la intencionalidad de Pinocho al afirmar que su nariz crecerá ahora. Según los defensores de esta postura, su nariz crecerá si tiene la intención de mentir y no le crecerá si tiene la intención opuesta. No obstante, hay quienes argumentan que Pinocho no puede estar seguro de si su interlocutor le creerá o no la frase ya sea que la diga con la intención de decir la verdad o con la intención contraria dado que el futuro es indeterminado y que las mentiras no dejan de serlo independientemente de la intención del personaje[cita requerida], por lo que esta solución no podría ser viable.
En esta paradoja, la solución más lógica es que a Pinocho no le va a crecer la nariz, ya que lo que está haciendo es una suposición y para que le crezca la nariz tiene que mentir intencionalmente, si no, se trata solamente de una predicción falsa.